# Bozkır (district)
Bozkır is een Turks district in de provincie Konya en telt 32.054 inwoners (2007). Het district heeft een oppervlakte van 1459,6 km². Hoofdplaats is Bozkır.
De bevolkingsontwikkeling van het district is weergegeven in onderstaande tabel.
| 1997   | 2000   | 2007   |
| ------ | ------ | ------ |
| 48.759 | 55.067 | 32.054 |